# Tabacaria

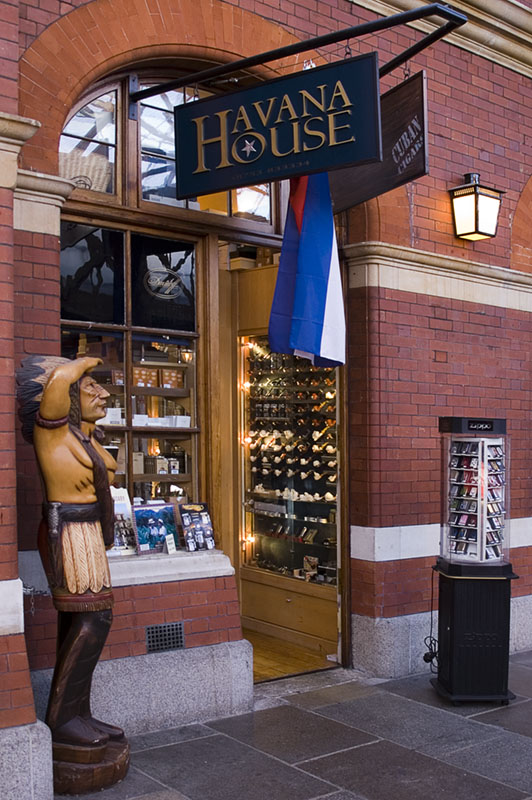
Tabacaria em Windsor, 2006

Tabacaria é uma loja onde se vende produtos relacionados ao tabaco, tais como cigarros, charutos, cachimbos, isqueiros, bongs, cinzeiros, entre outros acessórios. As tabacarias passaram a enfrentar problemas de funcionamento após a adoção de diversas leis antifumo. No estado do Paraná, no Brasil, a lei antifumo do estado abriu exceção para as tabacarias.